# واتینسکی یوگان
واتینسکی یوگان (به لاتین: Vatinsky Yogan) یک رود در روسیه است که در ناحیه خودگردان خانتی-مانسی واقع شده‌است.